# Angelo Puccinelli

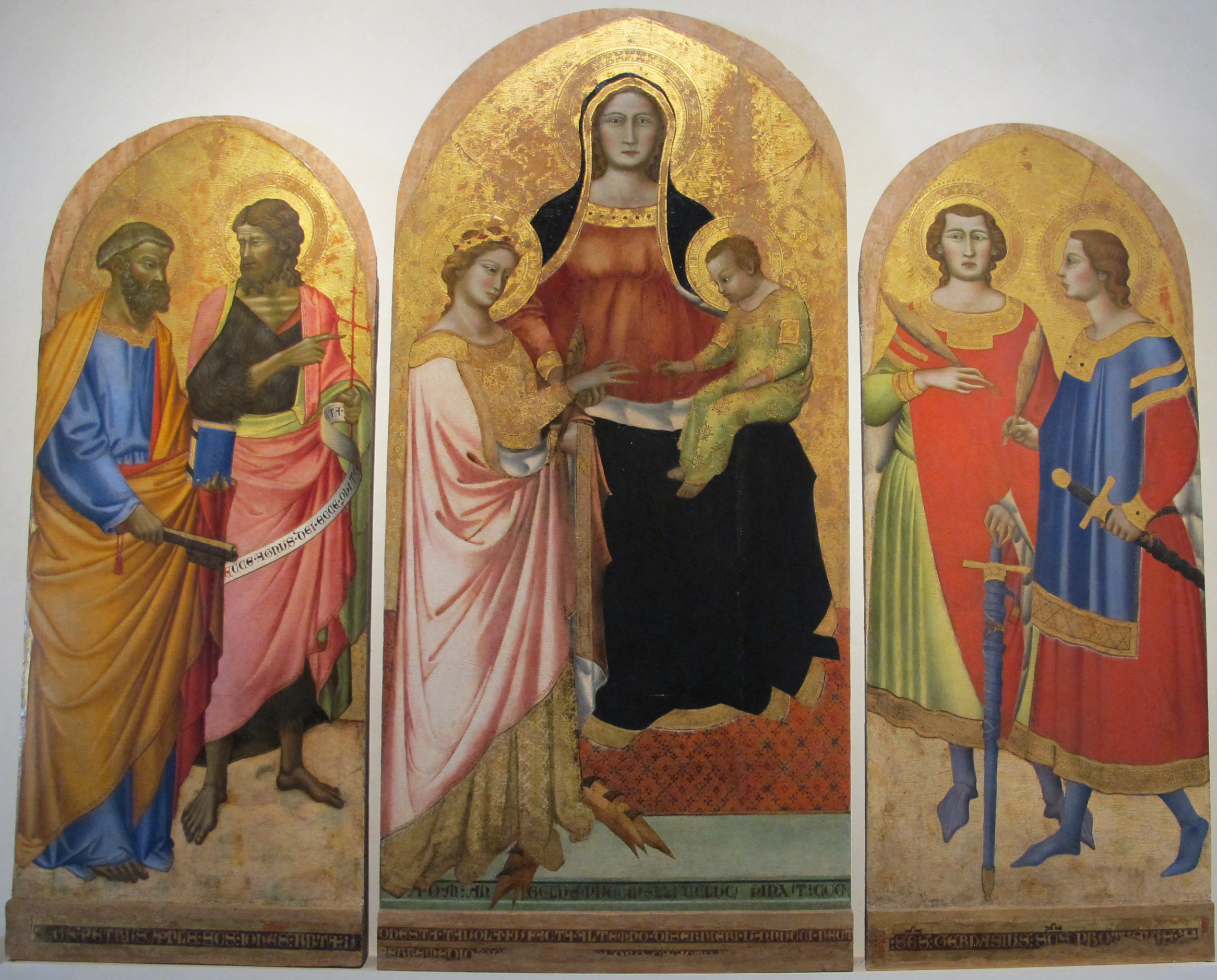
Matrimonio mistico di Santa Caterina
Museo di Villa Guinigi, Lucca

Angelo Puccinelli (Lucca, ... – ...; fl. XIV-XV secolo) è stato un pittore italiano del XIV secolo.

## Biografia
Fu pittore di formazione senese, attivo fra il 1365 ed il 1407.
Alcune sue opere, in prevalenza pale d'altare, sono esposte presso la Pinacoteca Nazionale di Siena, la Pieve di San Niccolò a Varano in provincia di Massa, la Villa Guinigi di Lucca e al Musée du Petit Palais ad Avignone in Francia.
Altre opere conservate al Lindenau-Museum di Altenburg, al Getty Museum di Los Angeles, al Museo civico di Montepulciano e nella chiesa di San Francesco a Pescia sono tuttora oggetto di discussione fra i critici per quanto riguarda la loro definitiva attribuzione.

## Principali opere superstiti
- Trittico di san Michele arcangelo (Siena, Pinacoteca Nazionale), opera giovanile
- Sposalizio mistico di santa Caterina (Lucca, Museo Nazionale di Villa Guinigi)
- Dormitio Virginis, 1386 (Lucca, Santa Maria Forisportam)
- Madonna col Bambino e santi, 1393 (chiesa parrocchiale di Varano)
- Madonna col Bambino, Santi ed il Volto Santo, (Codiponte, Pieve dei Santi Cornelio e Cipriano), attribuito)